# Le Jeu de la puissance
Pour plus de détails, voir Fiche technique et Distribution.
Le Jeu de la puissance (Power Play) est un film britannico-canadien réalisé par Martyn Burke, sorti en 1978.

## Synopsis
Un coup d'État éclate pour renverser le régime totalitaire d'un pays mais, cependant, chacun se bat aussi pour ses propres ambitions. Le colonel Narriman espère bien devenir le nouveau président si le régime change. Quant au colonel Zeller, il est partagé entre son devoir de militaire et les dissidents. Tout se trouble et chacun compte tirer son épingle du jeu...

## Fiche technique
- Titre français : Le Jeu de la puissance
- Titre original : Power Play
- Réalisation : Martyn Burke
- Scénario : Martyn Burke et Cliff Osmond d'après le livre Coup d'État d'Edward N. Luttwak
- Musique : Ken Thorne
- Photographie : Ousama Rawi
- Montage : John Victor-Smith
- Production : Christopher Dalton & Alain Delon
- Sociétés de production : The Rank Organisation, Cowry, Magnum Films & Canadian Film Development Corporation
- Société de distribution : Rank Film Distributors
- Pays :  Royaume-Uni,  Canada
- Langue : Anglais
- Format : Couleur - Mono - 35 mm - 1.85:1
- Genre : Thriller, Drame
- Durée : 102 min
- Date de sortie :
  -  Canada : 25 août 1978 (Festival du film de Montréal)
  -  Angleterre : 1er novembre 1978
  -  France : 25 avril 1979
- Affiche : Jean Mascii (France)

## Distribution
- David Hemmings (VF : Bernard Murat) : Le colonel Anthony Narriman
- Peter O'Toole (VF : Gabriel Cattand) : Le colonel Zeller
- Donald Pleasence (VF : Claude Dasset) : Blair
- Barry Morse (VF : André Valmy) : Dr Jean Rousseau
- Jon Granik (VF : Jacques Thébault) : Le colonel Raymond Kasai
- George Touliatos (VF : Jacques Deschamps) : Barrientos
- Chuck Shamata (VF : Jean-Claude Balard) : Hillsman
- August Schellenberg (VF : Claude Joseph) : Le colonel Minh
- Marcella Saint-Amant (VF : Julia Dancourt) : Mme Rousseau
- Eli Rill : Dominique
- Alberta Watson (VF : Sylviane Margollé) : Donna
- Gary Reineke : Aramco
- Harvey Atkin : Anwar
- Dick Cavett (VF : Bernard Woringer) : Lui-même
- Alan Rosenthal (VF : Serge Sauvion) : Le pilote de l'avion